# Amphiura belgicae
Amphiura belgicae is een slangster uit de familie Amphiuridae.
De wetenschappelijke naam van de soort werd in 1900 gepubliceerd door René Koehler. Hij vernoemde de soort naar het onderzoeksschip "Belgica" waarmee de soort in 1898 voor het eerst werd verzameld gedurende de "Belgische Antarctische expeditie" in Antarctische wateren, tussen 69°59' en 71°15' zuiderbreedte en 80°54' en 87°39' oosterlengte. Koehler publiceerde in 1900 de naam met een uiterst korte beschrijving; de uitgebreide beschrijving volgde twee jaar later. Van alle verzamelde levende exemplaren was de schijf muisgrijs tot zwart, maximaal 13 millimeter in doorsnee, de armen waren wit, en tot 10 centimeter lang.